# Камопи
Камопи (фр. Camopi) — коммуна во Французской Гвиане, заморском департаменте Франции, расположена на юго-востоке Французской Гвианы.

## География
Коммуна расположена на берегу рек Ояпок и Камопи. Она занимает третье место по площади среди коммун Франции. Большая часть её территории покрыта тропическими лесами. На западе и юге она граничит с Бразилией, на востоке с коммунами Марипасула и Режина, на севере с коммуной Сен-Жорж.
Кроме городка Камопи, являющегося центром коммуны, на её территории по берегам рек расположены многочисленные малонаселённые деревни, самой большой из них является деревня Тре-Сот, которую населяют коренные жители из племени уаямпи. На территории коммуны находятся горы Какао и Бельведер.
Тип климата экваториальный с очень высокой влажностью.

## История
Коммуна была основана в 1969 году и является первой коммуной коренных жителей Америки во Франции. В центре городка Камопи растёт высокое хлопковое дерево, имеющее сакральное значение для коренных жителей — индейцев из племени уаямпи. До последнего времени самым большим поселением аборигенов во Французской Гвиане была деревня Аликото в верхнем течение реки Ояпок.

## Население
| Год  | Численность | Численность |
| ---- | ----------- | ----------- |
| 1990 | 748         | [ 4 ]       |
| 1999 | 1032        | [ 4 ]       |
| 2006 | 1414        | [ 4 ]       |
| 2011 | 1645        | [ 4 ]       |
| 2013 | 1707        |             |
| 2015 | 1769        | [ 5 ]       |
| 2016 | 1787        | [ 4 ]       |
| 2017 | 1805        | [ 6 ]       |
| 2018 | 1834        | [ 7 ]       |
| 2019 | 1864        | [ 8 ]       |
| 2020 | 1894        | [ 9 ]       |
| 2021 | 2146        | [ 10 ]      |
| 2022 | 2168        | [ 1 ]       |

На 2010 год численность населения коммуны составляла более 1600 человек. По этническому составу это, прежде всего, креолы и индейцы.

## Экономика
Основой местной экономики является подсечно-огневое земледелие. Выращиваются маниок, клубни, овощи и фрукты. Главной статьёй доходов местных жителей являются государственные пособия. Существует также компания, специализирующаяся на строительстве деревянных сооружений. В последние годы компания построила для аборигенов ряд социальных объектов, модернизировала речной транспорт, обеспечила регулярные поставки товаров первой необходимости.
В городке Камопи находится почтовое отделение, мэрия, школа, поликлиника, филиалы Генерального совета и Национальной жандармерии. По просьбе мэра на территории коммуны в 1998 году открыли военный лагерь, где служат офицеры и солдаты Иностранного легиона.
Существует также неофициальная экономическая деятельность, связанная с незаконной добычей золота и контрабандой товаров из соседней Бразилии. 
Постепенно развивается туристический сектор, в свою очередь, способствующий развитию традиционных ремёсел — плетению корзин, созданию луков и стрел. Изделия местных индейцев пользуются спросом на рынках Сен-Жоржа и Кайенны.

## Культура
В коммуне большое значение уделяется сохранению окружающей среды и охране культурного наследия коренных жителей. Это одно из самых богатых мест мира с точки зрения разнообразия биосферы. Здесь также находятся месторождения золота, добыча которого привела к отравлению водных источников ртутью.